# 普伦县
普伦县（德語：Kreis Plön）是德国石勒苏益格-荷尔斯泰因州人口最少的一个县，首府普伦。